# 安達盛宗
安達 盛宗（あだち もりむね）は、鎌倉時代中期の武将。鎌倉幕府御家人。安達氏の一族で、安達泰盛の子。

## 生涯
北条氏得宗家当主・鎌倉幕府第8代執権・北条時宗より偏諱を受けて盛宗と名乗る。
建治3年（1277年）6月19日、検非違使に任官されて武家の正装白襖（直垂）で出仕する。
文永の役の後、再度の蒙古襲来に備えて建治2年（1276年）に父・泰盛が守護となった肥後国の守護代として盛宗が九州に下向し、弘安4年（1281年）6月の弘安の役で現地の武士達の指揮官を務め、弘安8年（1285年）正月に泰盛による弘安徳政で戦後処理のために設置された「鎮西特殊合議訴訟機関」（鎮西探題の前身）での実務にあたった。
同年11月17日、泰盛と内管領・平頼綱の対立による霜月騒動で安達一族が滅ぼされると、北九州にいた盛宗は少弐景資と共に岩門城に籠もり、頼綱方である景資の兄・少弐経資の軍勢と戦って敗死した（岩門合戦）。
『蒙古襲来絵詞』には、季長の軍功報告を受ける盛宗の姿が描かれている。

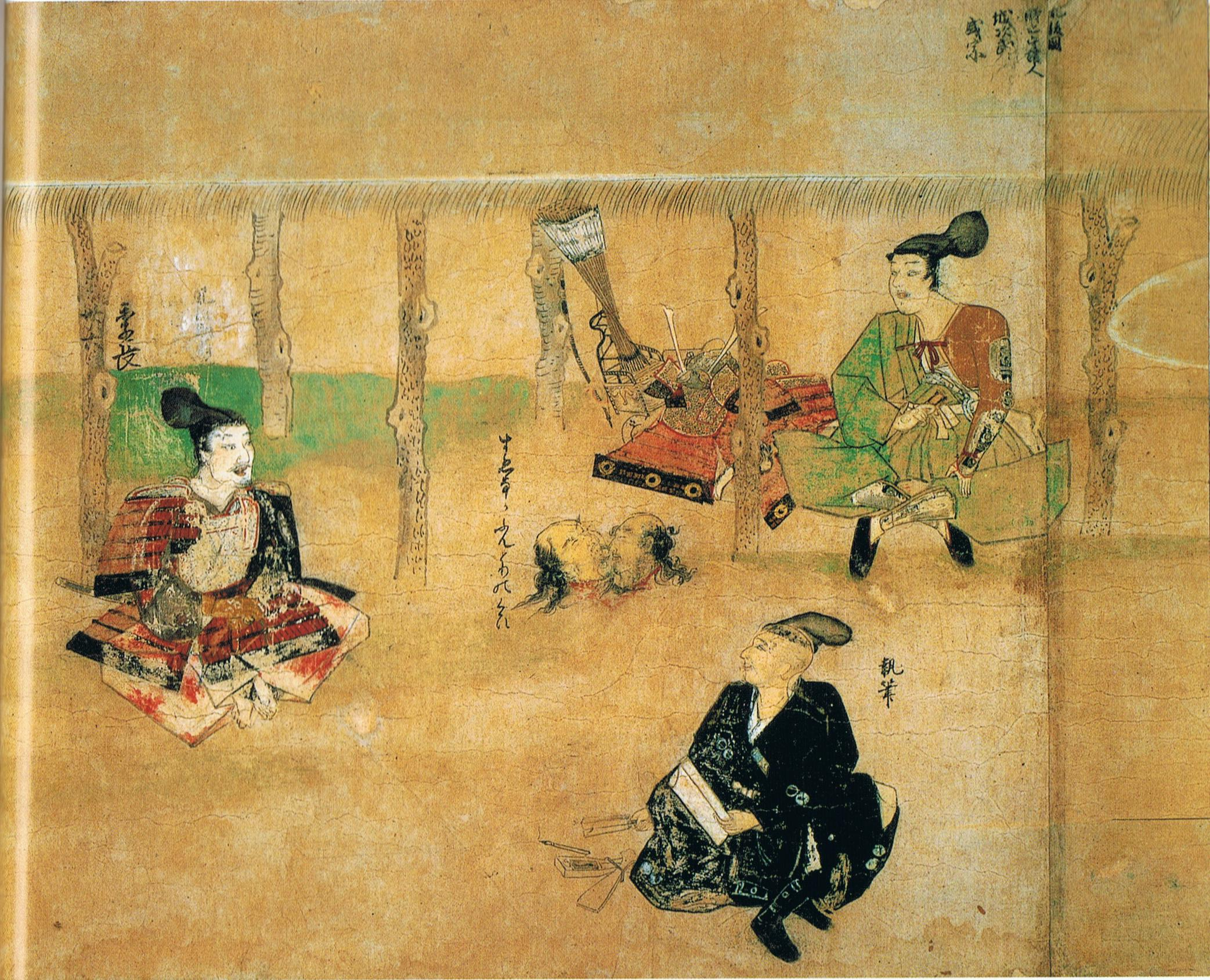
弘安の役で季長の戦功報告を受ける盛宗